# 新潟大学附属新潟中学校
新潟大学附属新潟中学校（にいがただいがくふぞくにいがたちゅうがっこう、英: Niigata Junior High School attached to Niigata University）は、新潟県新潟市中央区に所在する国立新潟大学の附属中学校である。愛称は｢附中｣。
正式名称は国立大学法人新潟大学附属新潟中学校。

## 概要
新潟大学の直轄機関であり、他の多くの国立学校でも見られるように教育実習が多く、毎年研究大会が開かれており実験的な授業が行われることも少なくない。新潟市とその近隣の市町村に居住しており、登下校の時間と安全が確保できれば通学可能である。新潟市が合併し、広範囲に通学可能地域が広がったために広範囲から生徒が通学している（例：燕市、聖籠町など）。近年は、遠方（佐渡や魚沼など）から新潟市内に引っ越して受験する生徒も多い。生徒数は1学年3学級編成（定員120名）。新潟大学教育学部附属新潟小学校から内部進学した約80名と、中学受験をして進学した約40名で構成されている。
附属高校はなく、全員が外部の高校へ進学する。生徒の多くは市内の県立新潟高校へ進学し、同高校在籍生徒の出身中学校では最多である。近年は新潟明訓高校への進学者も増加している。
校舎は、日本海の近くにありピンク色であるため非常に目立っている。玄関には生徒会スローガンである「自主独立・協同」と書かれた紙を掲げている。毎年、10月には教育研究発表会が開かれ、全国から数百人の教師・学生が集まり成果を公開している。生徒の服装は自己判断の下自由とされていて、制服はなく、私服（なお、同じ新潟大教育学部附属中学でも長岡中では制服校である）。現在は、式典時や研究授業時、生徒総会等の日には式服が義務付けられている。また、私服時･式服時のどちらでも名札・校章の着用が義務付けられている。式服とは高校入試、当日に来ていける服のことを示す。具体的にはスカート丈はひざより下やワイシャツのときはネクタイなしなど。
校則は登下校時刻、授業開始時刻を守ることのみである。

## 沿革
＜主な出典：＞

### 経緯
新潟大学附属新潟中学校は、新潟第一師範学校男子部附属中学校を前身とする中学校である。

### 年表
- 1947年4月28日 - 新潟第一師範学校男子部附属中学校として開校。
- 1949年7月1日 - 新潟大学第一師範学校附属新潟中学校に改称。
- 1951年4月1日 - 新潟大学教育学部附属新潟中学校に改称。
- 1957年11月2日 - 校旗、校歌を制定。
- 1965年4月1日 - 特殊学級を開設。
- 1967年4月1日 - 普通学級を1学級増設。
- 1994年3月24日 - 西大畑新校舎に移転。
- 1998年10月28日 - 創立50周年活動「確かな足跡、豊かな未来」を実施。
- 1999年4月1日 - 新潟大学教育人間科学部附属新潟中学校に改称。
- 2004年4月1日 - 国立大学法人新潟大学教育人間科学部附属新潟中学校に改称。
- 2008年4月1日 - 国立大学法人新潟大学教育学部附属新潟中学校に改称。
- 2020年4月1日 - 国立大学法人新潟大学附属新潟中学校に改称。

## 教育方針
＜出典：＞

### 教育目標
生き方を求めて学ぶ生徒（の育成）
総合的な学習の時間にあたる「『生き方・学び方』の時間」が教科として設けられていて、生徒一人ひとりの資力・能力を高めるために創造的な授業が行われている。

### 重点目標
- 新たな価値を創造する
- 対立やジレンマを克服する
- 責任ある行動をとる

## 授業
附属新潟中学校の授業内容は教育方針に沿い、生徒に考えさせる授業とし、話し合いをもつ授業を多く取り入れている。教師はスカウト方式で採用している。そのため、卒業生が本校の教諭として着任するということもめずらしくはない。新潟大学教育学部の学生を教育実習生として多く受け入れている他、新潟大学を卒業したばかりの人を講師(担任ではなく副担任となる)として受け入れ、1年後他校に異動し、教師となる。（まれに2年以上在籍することもある）

### MT
MT（モーニングテスト）を実施している。基礎の定着を測るためのテストで、朝学活前に10分間（2022年度から8分間だったのが10分間へ延長）の時間を使用して行っている。本テストでは遅刻者･欠席者ともに再テストは実施されない(2023年度より再テストの実施を無くした)。教科は5教科で年間各9回ずつである。結果はA、B、Cの三段階で評価される。

### BT
BT（ベーシックテスト）を実施している。MTの内容が全て頭に入っているかどうかを測るためのテストで、各教科学期に一回、国数理社英の五教科のBTを一日でおわらせる。結果は各単元ごとにA、B、Cの三段階で評価される。基本的にMTと同じような問題(知識・技能)が出題されるのに加えて、BTでは思考判断の問題も出題される。各学期の評価は、各単元MTとBTの良かった方をとられるので、例えばある単元でMTでAをとりBTでCだったとしてもその単元はA評価になる。

### 国際学力向上プロジェクト
読解力が低下していることに伴い、1・3年生を対象に読解力を向上させるための授業を行っていた（2006年度）。

### スキル
基礎的事項を修得させるために行っている。読解力を応用と位置づけた際の基礎的部分の学習であり、読解力と比較すると多少劣る面もあるが、国際学力を身につけさせるという方針を引き継いでいる（2007年度）。

## 専門部
他の一般的な中学校でいう、いわゆる委員会に当たる。
2013年度生徒会の改正により無所属になる生徒はいなくなった。

### 一覧
- 生徒会委員会

正・副委員長、各専門部長、議長、生徒会事務、新聞部長、応援団長からなる組織。
- 事務局

生徒会本部の書記的役割。事務は、面接によって選出される（2年生2名、3年生3名）。主に議事録の記入、データーの保管、管理、広報紙発行や本部と共に運営にあたる。
- 新聞部

学校全体を客観視して見えてきた事実を新聞として発行している。
- 応援団幹部

応援を中心となって行う。独立した機関である。
- 生活指導部

生徒の規範意識を高める活動を行う。
- 保健部

校内の保健・衛生に関わる仕事を行う。
- 整美部

校内の整美活動を行う。
- 図書部

メディアルーム（図書室）の管理・運営を行う。
- SAS部

校外との交流や、会員に外国への興味をもってもらう活動を行う。
- 奉仕部

募金活動やペットボトルキャップ集め、リサイクル活動など、奉仕活動を行う。
- 放送部

昼の連絡放送など、校内放送を行う。
- 議会

学級の代表として議会に参加し、結果を学級に伝える。
- 学年委員会

学年を引っ張って行く。現在は、全校朝会や学年朝会のときに健康チェックカードを回収する、点呼をする役目もある。

## 部活動
- 野球部
- 陸上部
- 男女ソフトテニス部
- 男女卓球部
- バレーボール部
- バドミントン部
- サッカー部
- 理科部
- 美術部
- 音楽部(音クラ)

その他：部活動ではないが、硬式テニスなどのクラブチームに参加し市内の大会に参加する生徒もいる。

## 行事

### 現在行われている行事
- ときわ体育祭（飛翔祭）

春に行われる。新潟大学附属新潟小学校グラウンドで行われ、中学校のグラウンドは保護者用の駐車場として使用される。1組連合・2組連合・3組連合と組ごとに縦割りのチーム編成で行われ、各組がイメージとなるマスコットを持つ。近年は四神（1組-青龍､カラーは青・2組-朱雀、カラーは赤・3組-白虎、カラーは緑）が割り当てられている。3組連合には、勝った節（東京農業大学の青山ほとりが元）といわれる伝統がある。この際必要となる大根に経費の多くが利用されることが悩みの種でもある。大根（基本的に1人1本）はその後配布される。また応援歌は1組連合が早稲田大学の都の西北、2組連合が明治大学の校歌・愛国行進曲、3組連合が慶應義塾大学の若き血、軍艦行進曲を使用している。あくまで生徒主体の体育祭であり、生徒会本部と各専門部によって運営されている。この期間だけ、体育祭実行委員が設立される。生徒副会長・各クラス男女2名で成り立っている。
- 完歩大会（飛翔祭）

4-5人組で1年生は27km、2・3年生は27kmまたは35kmのコースを学校に向けて歩く。コースは主に浜であり、角田浜からスタートする。コースが長くなるにつれて、ビックスワンを通ったり、川沿いの地点を2周したりする。途中にはチェックポイントがある。東日本大震災の影響で2011年度は中止になったものの、翌年から海岸の砂浜を歩くことから川沿いに変更された。昔は「塩の道」という名称で、今とは違うコースを歩いていた。
2016年度から変更が加わり、全校生徒が角田浜スタートとなった。距離設定は2014年度と変わらず、一般コースは、学校まで。健脚コースは、一般コース+みなとトンネルまでの往復。挑戦コースは、健脚コース+途中信濃川を3.5km南下する。
2020年度、新型コロナウイルスの影響で中止された。
2021年度は、完歩開催検討実行委員によって実施された。例年とは違い、学校から小針浜を往復する一般コースと、学校から新川手前を往復する挑戦コースの2つのコースのみに簡略化されながらも実施された。
2022年度は､24kmの標準コース､30kmの健脚コース､35kmの挑戦コースの３つのコースを学年関係なく選び完歩大会に挑む。また昨年まであったグループを作って歩くというルールも2022年度は廃止された。
- 演劇発表会

1年・2年は各学年、3年は各クラスで1つの演劇を発表する行事。賞や順位付けなどはない。また演劇活動には「演劇三役」と呼ばれる総監督、助監督、脚本係長の3つの係と脚本係が役目として存在する。
- 音楽のつどい

各クラスや各学年などの合唱を発表する行事。会場としてりゅーとぴあが使用され、生徒の家族も鑑賞することができる。演劇発表会と同じく、賞や順位付けなどはない。各クラス2曲に加えて各学年1曲、全校1曲、音楽クラブ数曲をそれぞれ披露する。
- 東京班別学習（1年生）※2013年度までは「東京巡検」とされた。

2月中旬に1泊2日で行われる。東京へ向かい、大手企業や政府関連機関を見学、訪問し、経済や経営などを学ぶ。
2021年度は、新型コロナウイルスの影響で新潟県内の企業などを班別で訪問した。
- 旅（2年生）

3泊4日で2学年の終わり頃（3月上旬）に行われる行事で、2015年度内までは沖縄の旅、2018年度内までは台湾の旅が行われた。2019年度は新型コロナウイルスの影響により、最終的に2020年度に延期され、新潟の旅に変更して1泊2日でロッテアライリゾートで活動した。これを受けて、2020年度は東北の旅に変更する予定だったが、新型コロナウイルスの影響で民泊が困難となり、新潟まちづくりの旅に変更して、湯沢町や長岡市などを訪れて活動をした。

### 過去に行っていた行事
- 文化祭

各部活動ごとに部活動での成果を発表していた。具体例としては、理科部のプラネタリウムなど。演劇発表会が行われ始めてからは、演劇発表会と文化祭とで2日に分けて行っていた年もあった。演劇発表会の演劇の芸術性などを重視する考えから廃止された。なお2023年には、「Fuchu　Fes」 という名の下、三年生のみで企画を考案し、実行する文化祭的なものが行われた。
- スキー旅行（1年生）

2泊3日のスキー旅行（教室）として1学年の冬に行われる。スキーは能力ごとにクラス分けされる。スキーの指導者は、同校の体育科教師、新潟大学教育学部体育科の学生または現地のインストラクターである。スキー技術の向上や学級・スキーの同クラスの仲間との更なる交流を目的とする。2011年度に終了した。

## 著名な卒業生
- 篠田昭（新潟市長、県立新潟高校へ進学）
- 熊倉悟（NHK元アナウンサー、新潟高校へ進学）
- 星護（ディレクター・映画監督、新潟高校へ進学）
- 五十嵐一（イスラム学者、悪魔の詩の訳者、新潟高校へ進学）
- 野崎歓（フランス文学者、新潟高校へ進学）
- 河村亮（アナウンサー、新潟高校へ進学）
- 花角英世（現新潟県知事、新潟高校へ進学）
- 牧壮（社会起業家、新潟高校へ進学）
- 高橋留美子（漫画家、県立新潟中央高校へ進学）
- 松井みどり（ナレーター、フリーアナウンサー、新潟高校へ進学）
- 栗林紗美（アナウンサー、私立新潟明訓高校へ進学）
- 原山紅花（アナウンサー、県立新潟中央高校へ進学）
- 伊藤奈穂子（フリーアナウンサー、私立新潟明訓高校へ進学）
- 須川薫雄（武器兵器と国家安全保障の研究家）
- 相澤貴志（元プロサッカー選手）
- 藤田和輝（プロサッカー選手・アルビレックス新潟所属）

## 入試
定員は男女合計120名であり、新潟大学教育学部附属新潟小学校からの内部進学者（約80人）も含まれる。毎年12月に入学試験が行われる。
通学域は新潟市および新潟市に隣接する市町村から徒歩または公共の交通機関で通学できる範囲に在住している者となるが、合格決定後にその地域に移転するという条件でも受験可能なので、実質志願者の在住地域は問われないといえる。
別途帰国子女の入学試験も夏に実施している。

## アクセス
JR各路線または新潟交通のバスを利用する。生徒も同様に公共交通機関・徒歩で通学している。自転車での通学は禁止されている。また、学校では基本的に車での来校を許可していない。校門前に「附属学校前」というバス停があり、新潟駅行きのバスが利用可能。
JR新潟駅から
- 新潟交通バス

万代口バスターミナルより
- 7番線　C2 浜浦町線　「西部営業所行、信濃町行、水族館行」に乗車

- 附属学校入口（旧日本海タワー前）下車徒歩3分

- タクシー 約3km（料金約1,300円、2020年6月時点）[2]

その他
- JR白山駅から徒歩20分
- BRT萬代橋ライン「東中通」から徒歩10分
- 県内高速バス各線「市役所前」から徒歩15分

## 著書
- （新潟大学教育学部附属新潟中学校（著））『学び続ける力――中学生のニーズを高める』（明治図書出版、1982年、ISBN 4-18-255507-4）
- （新潟大学教育学部附属新潟中学校（著））『この“思考スキル”で高める思考力・判断力・表現力』（明治図書出版、2012年、ISBN 978-4-18-022124-0）
- （新潟大学教育学部附属新潟中学校（編著））『附属新潟中式「3つの重点」を生かした確かな学びを促す授業――教科独自の眼鏡を育むことが「主体的・対話的で深い学び」の鍵となる!』（東信堂、2017年、ISBN 978-4-79-891464-0）
- （新潟大学教育学部附属新潟中学校研究会（編著））『附属新潟中式「主体的・対話的で深い学び」をデザインする「学びの再構成」』（東信堂、2019年、ISBN 978-4-79-891555-5）